# روبرت إل بوغ
روبرت إل بوغ (بالإنجليزية: Robert Lee Pugh)‏ هو دبلوماسي أمريكي، ولد في 27 أكتوبر 1931، في كلينتون بولاية بنسلفانيا كان سفير الولايات المتحدة في تشاد من 1988 إلى 1989 وموريتانيا من 1985 إلى 1988.

## وصلات خارجية
- United States Department of State: Chiefs of Mission for Chad
- United States Department of State: Chad
- United States Embassy in N'Djamena